# Vannevar Bush

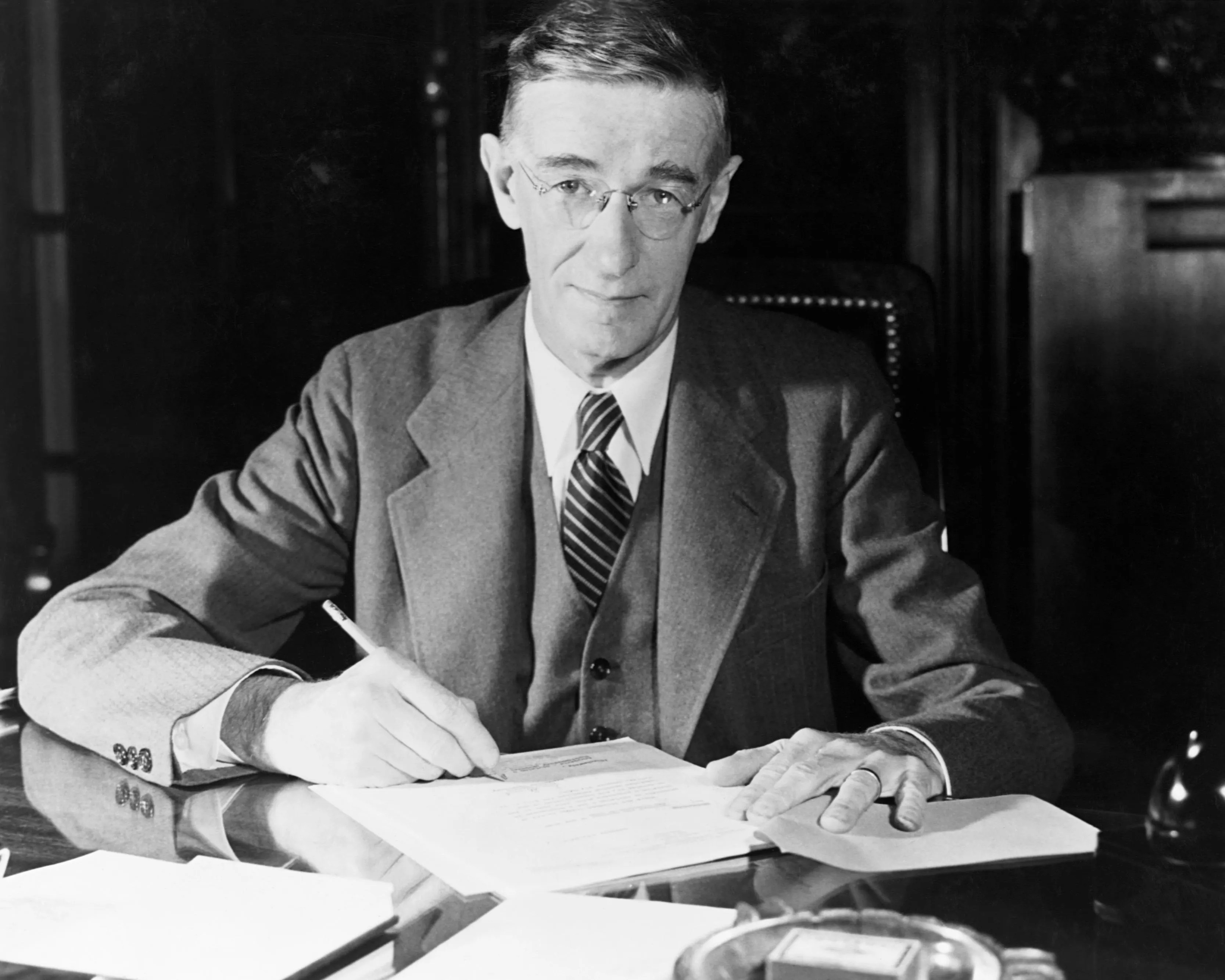
Vannevar Bush

Vannevar Bush [ˌvæˈniː.vɚ] KBE (* 11. März 1890 in Everett, Massachusetts; † 28. Juni 1974 in Belmont, Massachusetts) war ein US-amerikanischer Ingenieur und Analogrechner-Pionier. 
Bush war einer der wichtigsten Männer der US-Kriegsführung im Zweiten Weltkrieg, er entwickelte in seinem 1945 publizierten Essay As We May Think das Konzept des Memex (Memory Extender), der als ein Vorläufer des Personal Computers und des Hypertextes gilt und dessen Prinzip auch der bereits 1931 in den USA patentierten Statistischen Maschine von Emanuel Goldberg zugrunde lag. Zudem wird Bush zu den Begründern des militärisch-industriellen Komplexes gezählt.

## Leben
Bush war der Sohn von Reverend Richard Perry Bush und Emma Linwood Paine Bush. Er besuchte die Chelsea High School, wo er von seiner Schwester Edith Bush in Mathematik unterrichtet wurde. Wie bereits sein Vater und seine beiden Schwestern studierte er am Tufts College, Medford, Massachusetts. Als Abschlussarbeit seines Ingenieurstudiums am Tufts College konstruierte Bush ein Gerät zur automatischen Aufzeichnung der Geländetopographie, den Profile Tracer, das 1914 patentiert wurde. Es stellte Bushs ersten Beitrag zur Analogrechentechnik dar. 1916 wurde ihm von der Harvard University und vom Massachusetts Institute of Technology (MIT) gemeinsam der Doktorgrad verliehen.
1919 war Bush als Wissenschaftler am MIT beschäftigt, ab 1923 als Professor für Elektrotechnik. Dort entwickelte er zwischen 1923 und 1927 einen Analogrechner zum Lösen von Differentialgleichungen, den Product Integraph. Zwischen 1928 und 1931 entstand am MIT unter der Leitung von Bush der Differential Analyzer, ein Projekt, das später von der Rockefeller-Stiftung unterstützt wurde. Der Rockefeller Differential Analyzer war ab 1942 einsatzbereit und war seinerzeit die leistungsfähigste Rechenmaschine und die letzte große Innovation vor der Erfindung des ersten Computers durch Konrad Zuse.
Ab 1937 ließ Bush am MIT den Navy Comparator entwickeln. Der folgende Entwurf Bushs, der Rapid Selector, war als Maschine zur Verwaltung großer Datenbestände und wissenschaftlicher Arbeit gedacht. Durch die Berufung Bushs zum Präsidenten der Carnegie Institution for Science im Jahre 1938 verlor das Projekt zwar seine Dynamik, wurde jedoch 1940 präsentiert, 1942 patentiert und während der fünfziger Jahre im amerikanischen Bibliothekswesen eingesetzt.
1940 wurde Bush, der Präsident Roosevelt als Science Adviser beriet, Vorsitzender des National Defense Research Committee (NDRC) und 1941 schließlich Direktor des Office of Scientific Research and Development (O.S.R.D.). Das O.S.R.D. koordinierte im Zweiten Weltkrieg alle militärischen Forschungsprogramme, darunter auch das Manhattan-Projekt zur Entwicklung der Atombombe. Bush hat als Berater von Präsident Roosevelt im Frühjahr 1941 die politische Entscheidung zum Bau der Atombombe gefördert, deren technische Entwicklung infolge des japanischen Überfalls auf Pearl Harbor im Dezember desselben Jahres forciert wurde. Zugleich warnte Bush jedoch bereits vor einem nuklearen Rüstungswettlauf, da vorauszusehen war, dass die USA nur kurzzeitig ein nukleares Monopol besitzen würden.
Folgenreich war auch Bushs Weiterentwicklung des Abstandszünder für Granaten, der durch die funktechnisch gesteuerte Detonation im letzten Moment der Flugphase die Streuwirkung erheblich verstärkte. Bush war ferner verantwortlich für die Verbesserung des Radars und die Entwicklung des Sonars und er war an der Gründung des amerikanischen Rüstungsunternehmen Raytheon beteiligt. Inmitten des Zweiten Weltkrieges erhielt er die IEEE Edison Medal nicht nur für seine Leistungen bei neuen Anwendung von Mathematik in der Technik, sondern explizit auch für „seine großen Dienst an der Nation“ durch Lenkung des Waffenforschungsprogrammes.
Spätestens seit Beginn des Zweiten Weltkrieges genoss Bush einen gewissen Prominentenstatus in der amerikanischen Öffentlichkeit. Colliers Weekly präsentierte ihn Anfang 1942 als the man who may win or lose the war, und im Jahr 1944 war sein Gesicht auf dem Cover des Time Magazine abgedruckt, das den Ingenieur als general of physics darstellte.
Im Juli 1945 veröffentlichte Bush in der Zeitschrift Atlantic Monthly den Essay As we may think, in dem er eine fiktive Maschine, Memex (Memory Extender) genannt, vorstellte. As we may think erregte bereits damals Aufmerksamkeit und gilt als die erste Beschreibung einer informationsverarbeitenden Maschine als eines persönlichen Werkzeugs sowie des Konzepts der Mensch-Computer-Interaktion. Im November druckte das Life Magazine einen Auszug des Essays ab und ergänzte den Text durch eine Illustration, die bereits entfernt an digitale Desktop-Umgebungen erinnert. Bushs medial wirksam präsentierte Idee hatte inspirierende Wirkung auf eine ganze Generation von Informatikern, unter anderem Douglas C. Engelbart, J. C. R. Licklider und Ivan Sutherland.
Bush war jedoch nicht nur an Techniken zur Verknüpfung von Informationen interessiert, sondern ebenso an Methoden des Wissenschaftsmanagements. In seinem gleichzeitig mit As we may think publizierten Bericht an den Präsidenten (Science, the Endless Frontier. A Report to the President by Vannevar Bush, Director of the Office of Scientific Research and Development) plädierte Bush für die Fortführung der während des Krieges erheblich ausgeweiteten staatlichen Forschungsfinanzierung. Durch die stärkere Vernetzung zwischen Universitäten, Industrie und Militär sollten die USA im zu erwartenden Wettrüsten ihren technologischen Vorsprung halten. Bush-Biograf G. P. Zachary zählt Bush zu den geistigen Vätern des „military industrial academic complex“.

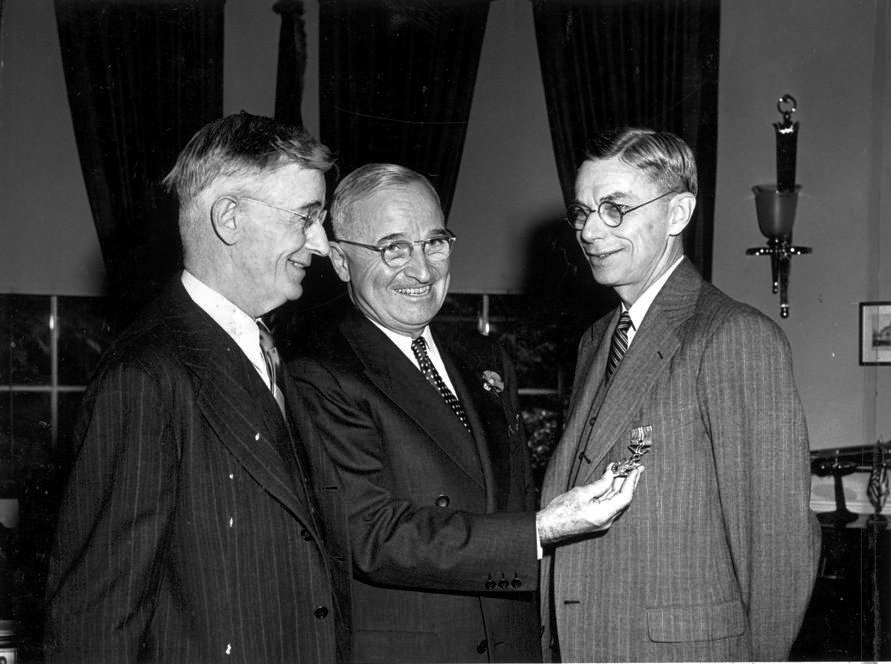
Präsident Harry S. Truman (Mitte) zeichnet James Bryant Conant (rechts) und Bush (links) mit der Medal of Merit aus (1948)

## Mitgliedschaften und Ehrungen
1925 wurde Bush in die American Academy of Arts and Sciences gewählt, 1934 in die National Academy of Sciences und 1937 in die American Philosophical Society. Seit 1923 war er Fellow der American Physical Society. Er erhielt 1948 die Medal for Merit, damals die höchste zivile Auszeichnung der USA, und 1953 den John J. Carty Award der National Academy of Sciences.
Bush war ein Mitglied im Bund der Freimaurer, seine Loge Richard C. Maclaurin Lodge (genannt auch die MIT-Loge) ist in Cambridge (Massachusetts) ansässig. Er bekleidete dort das Amt des Meisters vom Stuhl.
Die National Science Foundation vergibt ihm zu Ehren den Vannevar Bush Award. Das Vannevar Bush Faculty Fellowship ist der höchstrangige Preis den das US-Verteidigungsministerium an Einzelforscher vergibt.
Vannevar Bush wird in aufgetauchten Dokumenten als Mitglied des angeblich 1947 gegründeten jedoch offiziell unbestätigten US-amerikanischen Geheimkomitees Majestic 12 geführt.

## Schriften (Auswahl)
- As we may think. In: Atlantic Monthly, Band 176, S. 101–108.
- As we may think. A top U.S. scientist forsees a possible future world in which man-made machines will start to think. In: Life, Band 19, Nr. 11, 10. September 1945, S. 112–124 (gekürzter Neuabdruck mit neuen Abbildungen).
- Wie wir denken werden. In: Karin Bruns, Ramón Reichert (Hrsg.): Reader Neue Medien. Texte zur digitalen Kultur und Kommunikation. Transcript, Bielefeld 2007, ISBN 978-3-89942-339-6, S. 106–125 (deutsche Übersetzung von „As we may think“).
- Vannevar Bush: Science, the endless Frontier. A Report to the President on a Program for Postwar Scientific Research. Washington 1945.